# ルキウス・マミリウス・ウィトゥルス
ルキウス・マミリウス・ウィトゥルス（ラテン語: Lucius Mamilius vitulus、生没年不詳）は紀元前3世紀中期の共和政ローマの政治家・軍人。紀元前265年に執政官（コンスル）を務めた。

## 出自
プレブス（平民）であるマミリウス氏族の出身。父のプラエノーメン（第一名、個人名）はクィントゥス、祖父はマルクスである。紀元前262年の執政官クィントゥス・マミリウス・ウィトゥルスとは兄弟。
伝説では、マミリウス氏族はラティウムのトゥスクルム（en）にその起源を持ち、都市の建設者とされるオデュッセウスとキルケーの間の子であるテーレゴノスの子孫と称している。ニーブルはコグノーメン（第三名、家族名）の「ウィトゥルス」は、「イタルス」と同語源であると推測している。しかし、年代記録者はウィトゥルスのコグノーメンはふくらはぎに由来するとしている。

## 経歴
第一次ポエニ戦争勃発1年前の紀元前265年、ウィトゥルスは執政官に就任。マミリウス氏族では最初の執政官であった。同僚執政官はクィントゥス・ファビウス・マクシムス・グルゲスであった。この都市に、エトルリア都市ウォルシニ（en）の内紛にローマが軍事介入し、同僚執政官のグルゲスが戦死している。ウォルシニは同年あるいは翌年に陥落し、反乱首謀者は処刑、他の市民は移住させられ都市は破壊された。しかし、この出来事に関するウィトゥルスの関与は不明である。

## 参考資料
- カッシウス・ディオ『ローマ史』
- カピトリヌスのファスティ
- Broughton, T. Robert S. (1951). The Magistrates of the Roman Republic . Volume I, 509 BC - 100 BC (in English). I, number XV. New York: The American Philological Association. 5 page
- この記事には現在パブリックドメインである次の出版物からのテキストが含まれている: Smith, William, ed. (1870). "Lucius Mamilius vitulus". Dictionary of Greek and Roman Biography and Mythology (英語).